# Ganghwado
Ganghwado (강화도) är en ö längs med Sydkoreas nordvästra kust. Med en storlek på 302,6 km² är det den fjärde största ön i landet. Ön 
ligger strategisk vid Hanflodens mynning, med Nordkorea på andra sidan floden, och flera fästningar har byggts för att kontrollera trafiken på floden och skydda huvudstaden Seoul.  Ön har två broförbindelser med staden Gimpo på fastlandet.  

## Administrativ indelning
Ganghwado ligger i landskommunen Ganghwa-gun som i sin tur är en del av staden och provinsen Incheon. 
På Ganghwado ligger landskommunens huvudort, köpingen Ganghwa-eup med cirka 23 000 invånare. Resten av ön är indelad i nio socknar:
Bureun-myeon,
Gilsang-myeon,
Hajeom-myeon,
Hwado-myeon,
Naega-myeon,
Seonwon-myeon,
Songhae-myeon,
Yangdo-myeon och
Yangsa-myeon.

## Historia
På 1590-talet började Japan invadera Kungariket Joseon som omfattade Koreahalvön söder om floden Yalu. För att skydda huvudstaden Hanseong, nuvarande Seoul byggdes flera fästningar på Ganghwados  östra sida. Chojijin byggdes troligen 1655 och Gwangseongbo norr om Chojijin 1656.

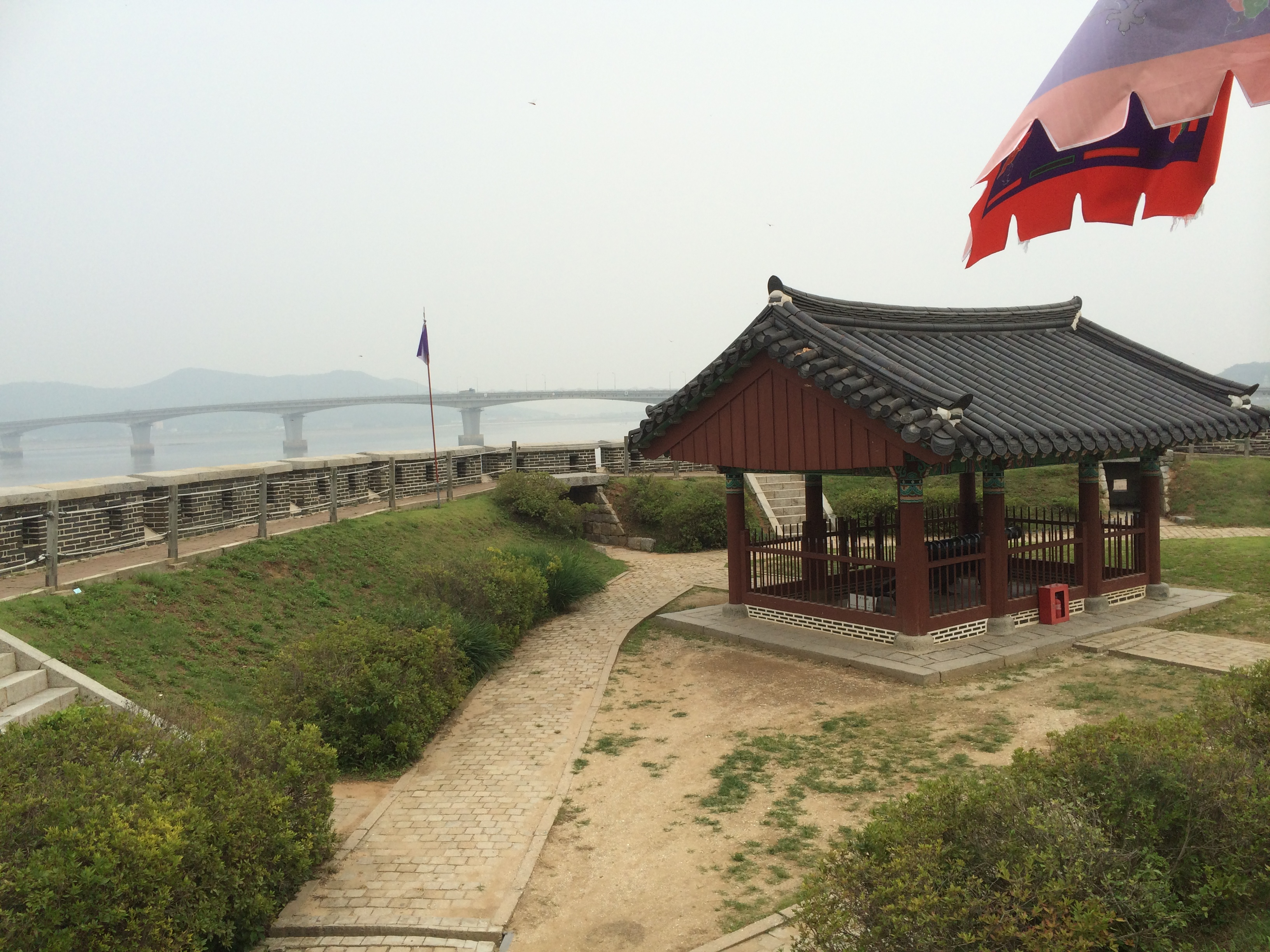
Chojijin
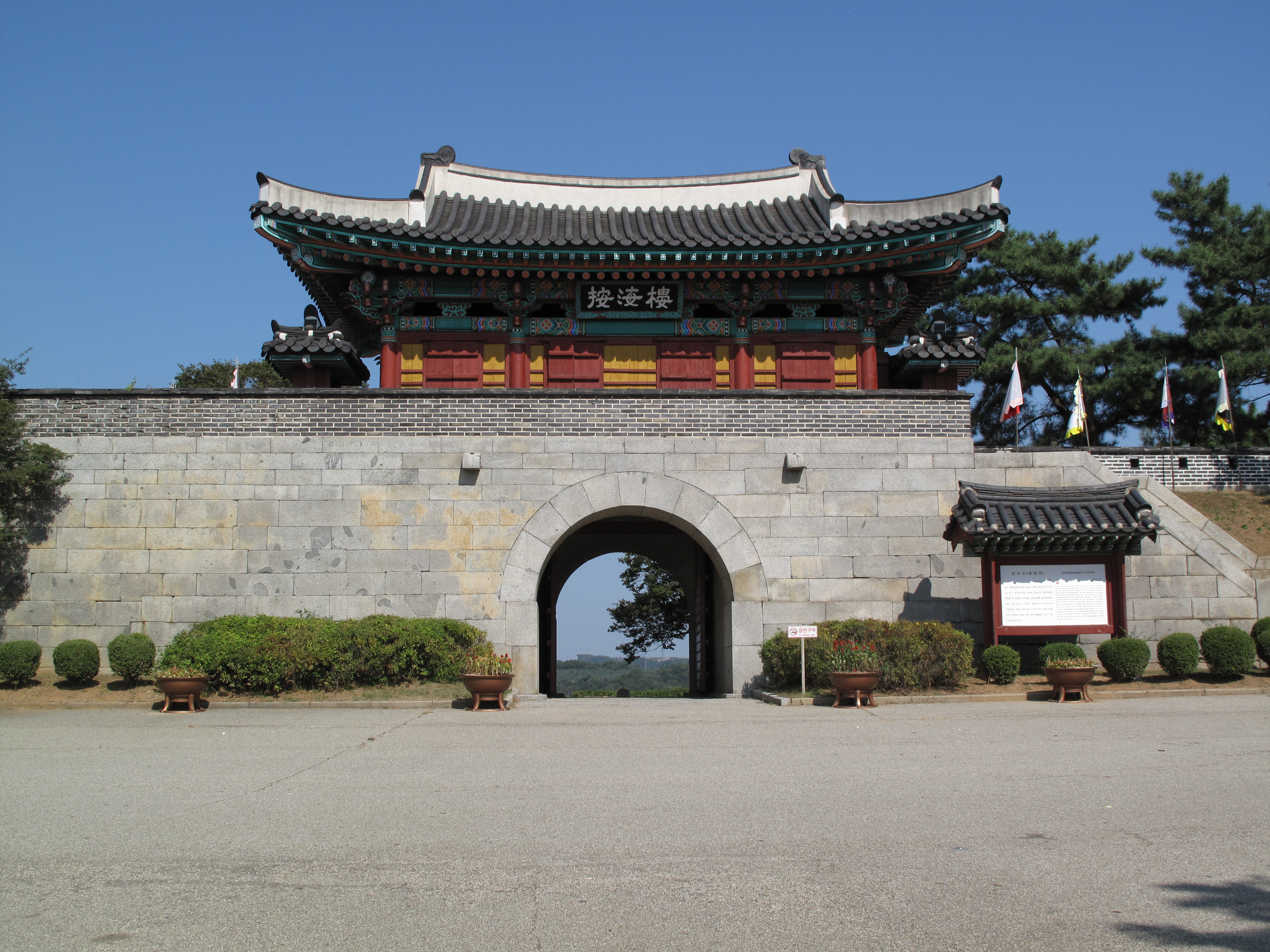
Gwangseonbo

### Fransk straffexpedition

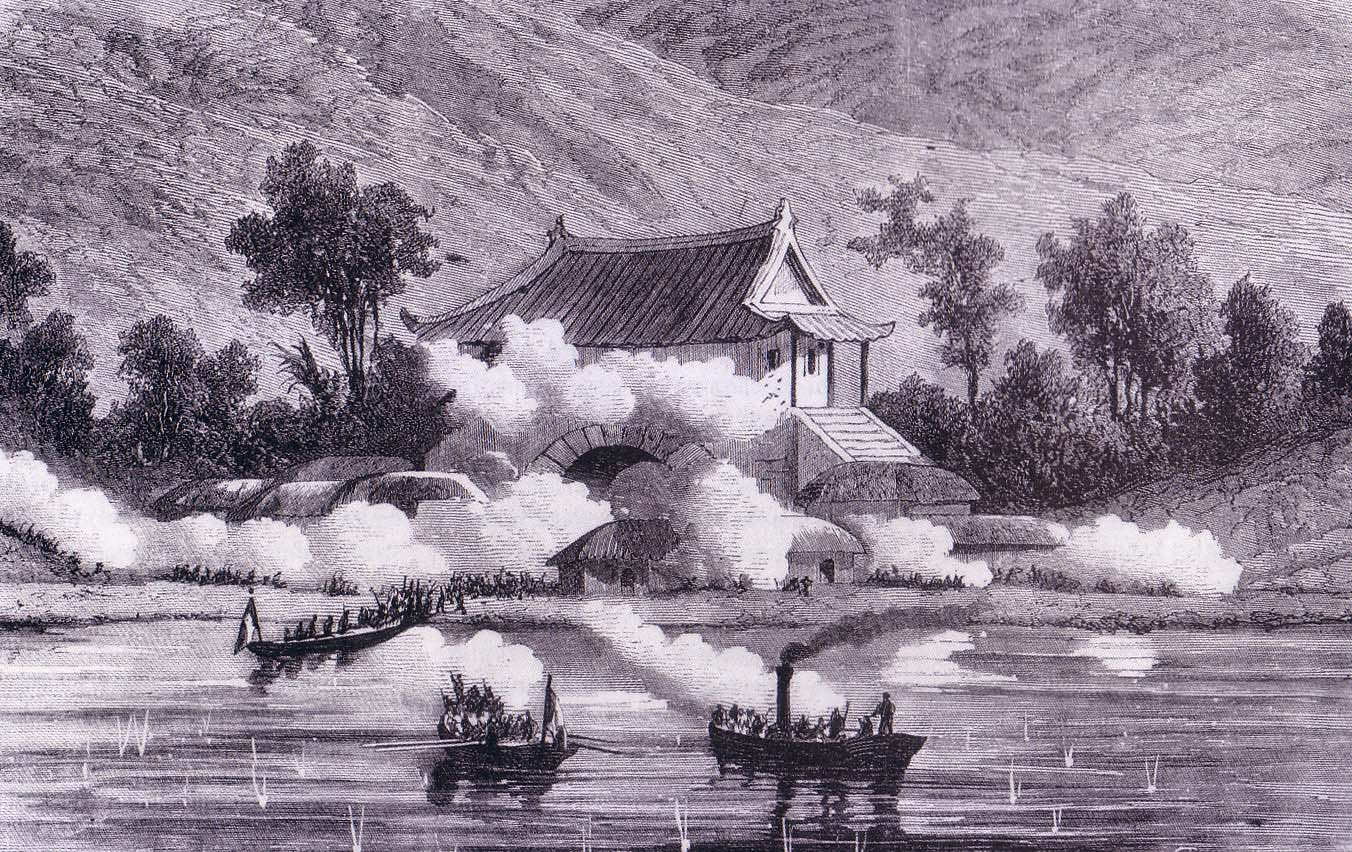
Fransk landstigning på Ganghwado

På 1800-talet började USA och Frankrike trafikera östkinesiska havet för att missionera och öppna handelsförbindelser med Kina och Japan. När den minderårige Gojong blev kung av Joseon anlände jesuiter med franska fartyg till Ganghwado och började missionera i Korea. Landets regent, Daewongun, ville fortsätta föra en isolationistisk politik och beordrade massaker på missionärer och proselyter. 
Hösten 1866 invaderade en fransk straffexpedition Ganghwado, förstörde  guvernörens palats och dödade alla präster utom tre och tusentals anhängare.

### Amerikanska expeditioner
År 1866 seglade en amerikansk beväpnad hjulångare, General Sherman, in i Koreabukten för att idka handel och öppna Korea för omvärlden. Guvernören i staden Pyongyang skickade en kurir till Koreas regent, som beordrade det amerikanska fartyget att omedelbart lämna koreanska farvatten. Fartyget gick på grund och besättningen omkom.
År 1871 skickades en eskader om fem amerikanska örlogsfartyg från Japan till Koreabukten i Gula havet för att ta reda på eventuella överlevare från General Sherman. Vidare skulle eskadern eskortera en diplomatisk delegation, med uppdrag att inleda politiskt samarbete och handel mellan länderna. När fartygen närmade sig Ganghwado öppnade forten Chojijin och Gwangseongbo eld. Örlogsfartygen besvarade elden tills beskjutningen från land upphörde.
Amiral Rodgers beslutade att invänta koreanska regeringens ursäkt. Ingen ursäkt kom och efter 10 dagar beordrade amiralen att de fort som öppnat eld mot amerikanska fartyg skulle förstöras. Chojijin förstördes och vid Gwangseongbo dödades 243 koreaner och tre amerikanska sjömän den 11 juni 1876. Dagen därpå gick eskadern åter till sjöss.

### Japansk incident
År 1868 blev Japan ett kejsardöme under kejsaren Meiji och landet började sträva efter att bli en stormakt. Sju år senare befann sig kanonbåten Un'yō till Koreabukten. Kaptenen skickade ut en skeppsbåt till land för att försöka finna färskvatten. Ett fort på Ganghwado öppnade eld vilket besvarades av kanonbåten, som hade en kraftigare bestyckning. Japanska soldater invaderade ön Yeongjongdo och plundrade residens och satte eld på hus. 35 medborgare i Joseon dödades och 16 örlogsfartyg beslagtogs. Året därpå undertecknades ett fredsavtal mellan Korea och Japan.

## Kultur
Under helgdagen Gaecheonjeol (개천절) som hålls den 3 oktober varje år för att fira grundandet av staten Gojoseon (고조선), hålls en mängd evenemang på ön. En av de större händelserna är en ceremoni som kallas Gaecheondaeje (개천대제) då man hyllar gudarna.
Lokala matprodukter från ön säljs över hela Sydkorea under Gaecheonjeol. En av de mest populära produkterna är växten Ganghwa Yakssuk (강화약쑥).
När människor kommer till Ganghwado för helgdagen Gaecheonjeol går de också förbi en historisk struktur som kallas Goindol (고인돌), en sorts dolmen, gravplats för klanledare från förhistorisk tid.